# Theodor Plievier

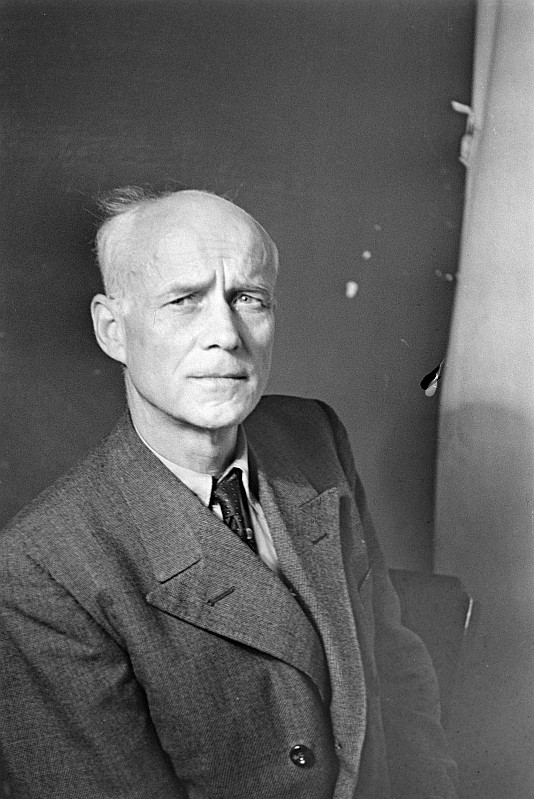
Theodor Plievier

Theodor Plievier (Berlijn, 12 februari 1892 – Avegno, 12 maart 1955) was een Duitse schrijver en politiek activist die zich met name tegen de oorlog keerde. Zijn bekendste werk is de roman Stalingrad, over de Slag om Stalingrad, die in 15 talen is vertaald, verfilmd, en tot theatervoorstelling is bewerkt.
Plievier is in 1892 geboren in het Berlijnse stadsdeel Gesundbrunnen. Als scholier interesseerde hij zich voor literatuur, en publiceerde al op 17-jarige leeftijd enkele werken in een krant. Na enkele weken als stukadoor gewerkt te hebben gaf hij zijn baan op en verliet als 16-jarige zijn ouderlijk huis. Hij zwierf enige tijd door Duitsland, Oostenrijk-Hongarije, en Nederland. Na terugkeer in Duitsland monsterde hij aan op de grote vaart. Van 1910 tot 1913 werkte hij in de salpetermijnen in Chili.
In 1914 werd Plievier na terugkeer in Hamburg door de Kaiserliche Marine gerekruteerd als matroos. Hij diende tijdens de Eerste Wereldoorlog aan boord van de hulpkruiser Wolf. Zijn ervaringen aan boord leidden tot zijn eerste roman, Des Kaisers Kulis, en maakten hem tot revolutionair. Hij nam door het schrijven van pamfletten en vlugschriften deel aan de revolutionaire activiteiten in Wilhelmshaven die tot de matrozenopstand in Kiel zouden leiden.
Na het einde van de oorlog kon Plievier de marine verlaten en richtte hij samen met Karl Raichle en Gregor Gog een reform-commune op. Beïnvloed door Michail Bakoenin en Friedrich Nietzsche begon hij het anarchisme te propageren en werd in de jaren 1920 lid van de Freie Arbeiter-Union Deutschlands. In 1920 trouwde hij met Maria Stoz, met wie hij drie kinderen kreeg. In 1923, tijdens de hongersnood die toen in Duitsland heerste, stierf zijn dochter Viktoria. Plievier voorzag in het onderhoud van zijn gezin door als arbeider, matroos, journalist, en vertaler te werken. Hij bracht wederom enige tijd in Zuid-Amerika door, onder andere als secretaris van de Duitse vice-consul in Pisagua.
In 1931, na terugkeer in Duitsland trouwde Plievier, inmiddels gescheiden, met de actrice Hildegard Piscator. In 1933 emigreerde hij vanwege de dreiging van het nationaalsocialisme naar de Sovjet-Unie. In 1943 trad hij toe tot het Nationalkomitee Freies Deutschland, een comité van krijgsgevangen Duitse officieren dat Duitse militairen opriep de strijd te staken. Ook Paulus, de bevelhebber van het bij Stalingrad vernietigde 6e leger, was hiervan lid. Plievier schreef op basis van zijn ervaringen en kennis, onder andere verworven door gesprekken met krijgsgevangen Duitse militairen en toegang tot Sovjet-documenten, de trilogie Moskou, Stalingrad, Berlijn, waarin hij de periode van de aanval op de Sovjet-Unie tot en met de stichting van de Duitse Democratische Republiek beschrijft. Daarbij plaatst Plievier zijn verhaal in een historisch perspectief dat op vele momenten verder teruggaat dan de decennia die direct aan de Tweede Wereldoorlog voorafgaan.
In 1945 kwam Plievier, als ambtenaar, met het Rode leger naar de Sovjet-bezettingszone in Duitsland. Hij werkte twee jaar als medewerker van het lokale parlement in Weimar en als vertegenwoordiger van de Kulturbund. Teleurgesteld in het dogmatische communisme van de Sovjet-Unie vluchtte hij in de herfst van 1947 naar de Britse zone, en vestigde zich als schrijver in Hamburg. Hij trouwde er in 1950 de veel jongere Margarete Grote. In 1953 vertrok het paar naar Avegno in Zwitserland, waar Plievier in 1955 overleed aan een hartinfarct.
- Bibsys: 90180110
- Biblioteca Nacional de Chile: 000330152
- Biblioteca Nacional de España: XX1073163
- Bibliothèque nationale de France: cb12036695p (data)
- Catàleg d'autoritats de noms i títols de Catalunya: 981058520070406706
- CiNii: DA01588462
- Gemeinsame Normdatei: 118641719
- International Standard Name Identifier: 0000 0000 8122 4612
- Library of Congress Control Number: n50054109
- Nationale Bibliotheek van Letland: 000001706
- Bibliotheek van het Japanse parlement: 00452969
- Nationale Bibliotheek van Tsjechië: jn19990006596
- Nationale bibliotheek van Australië: 36575118
- Nationale Bibliotheek van Israël: 987007277761905171
- Nationale Bibliotheek van Polen: a0000001032373
- Nationale en Universitaire bibliotheek Zagreb: 000054840
- Nederlandse Thesaurus van Auteursnamen: 070559597
- Istituto Centrale per il Catalogo Unico: CUBV126463
- LIBRIS: 196950
- SNAC: w67b8m8h
- Système universitaire de documentation: 028554388
- Trove: 1300896
- Virtual International Authority File: 44315378
- WorldCat: E39PBJqkcrcTmPgWyxtV4kWhpP